# 戴季全
戴季全（1978年—），中華民國台北市人，網路創業家。畢業於國立台灣師大附中、國立臺灣大學生物機電工程學系。現任國家發展委員會諮詢委員。曾任柯文哲競選團隊的科技顧問（網路部負責人）、悠遊卡公司董事長。

## 經歷
- 2007年，戴季全投入網路創業，曾辦「里斯特資訊媒體」與「流線傳媒」。

- 2014年5月28日，以新創公司仍需兩年時間經營才可穩定為由，婉拒出任民主進步黨網路部主任[2]。

- 2015年3月7日，應台北市長柯文哲延攬，接任悠遊卡公司董事長。

- 2015年9月15日，因波多野結衣悠遊卡事件爭議，柯文哲指示會於悠遊卡公司董事會提議將戴季全降職為總經理[3]。

- 2015年9月18日，戴季全聲明即日起請假待命、不支薪。

- 2015年9月22日，戴季全宣布辭去悠遊卡公司董事長與董事、悠遊卡投資控股董事職務。

- 2015年9月30日，民主進步黨立法委員趙天麟聘戴季全任擔任國會辦公室有給職顧問。

## 爭議
- 2015年3月就任悠遊卡公司董事長職位以來，戴季全被質疑過去執行力低落、創業績效差，而有政治酬庸之負面評價[4]。
- 2015年9月《台灣壹週刊》揭露，戴季全曾任職之里斯特資訊媒體2014年營收不滿新台幣500萬元，而當年虧損卻高達新台幣3,574萬元，累計虧損新台幣1.44億元[5]。
- 2015年8月波多野結衣悠遊卡事件中，戴季全曾多次表示此專案為「員工提議」，9月11日於電台專訪時不慎透露自己才是始作俑者[6]。